# Panurginus atriceps
Panurginus atriceps är en biart som först beskrevs av Cresson 1878.  Panurginus atriceps ingår i släktet bergsbin, och familjen grävbin. Inga underarter finns listade i Catalogue of Life.